# دنگ یینگ‌چائو
دنگ یینگ‌چائو (انگلیسی: Deng Yingchao؛ ۴ فوریهٔ ۱۹۰۴ – ۱۱ ژوئیهٔ ۱۹۹۲) یک سیاست‌مدار اهل چین بود، که از ۱۹۸۳ تا ۱۹۸۸، رئیس کنفرانس مشورتی سیاسی خلق چین بود. او عضو حزب کمونیست چین، و همسر اولین نخست‌وزیر چین، چو ان‌لای، بود.